# Véronne (Fluss)
Die Véronne ist ein Fluss in Frankreich, im Département Cantal in der Region Auvergne-Rhône-Alpes. Sie entspringt in den Monts du Cantal, an der Nordostflanke des Berggipfels Rocher de l’Aigue, im Regionalen Naturpark Volcans d’Auvergne. Der Fluss verläuft in nördlicher Richtung und mündet nach rund 20 Kilometern nördlich von Riom-ès-Montagnes als linker Nebenfluss in die Petite Rhue.

## Orte am Fluss
- Collandres
- Riom-ès-Montagnes

## Sehenswürdigkeiten
- Wasserfall Cascade du Pont-d’Aptier